# جورج بار ماكوتشون
جورج بار ماكوتشون (بالإنجليزية: George Barr McCutcheon)‏ (26 يوليو 1866، لافاييت في الولايات المتحدة - 23 أكتوبر 1928، مانهاتن في الولايات المتحدة)؛ روائي أمريكي. درس في جامعة بيردو.

## روابط خارجية
- جورج بار ماكوتشون على موقع IMDb (الإنجليزية)
- جورج بار ماكوتشون على موقع الموسوعة البريطانية (الإنجليزية)
- جورج بار ماكوتشون على موقع قاعدة بيانات برودواي على الإنترنت (الإنجليزية)
- جورج بار ماكوتشون على موقع إن إن دي بي (الإنجليزية)
- جورج بار ماكوتشون على موقع قاعدة بيانات الفيلم (الإنجليزية)